# Sphaeronella keppelensis
Sphaeronella keppelensis is een eenoogkreeftjessoort uit de familie van de Nicothoidae. De wetenschappelijke naam van de soort is voor het eerst geldig gepubliceerd in 2002 door O'Reilly.